# Lista slupów wojennych United States Navy
Lista zawiera slupy wojenne służące bądź budowane dla United States Navy.

## Żaglowe slupy wojenne
- USS "Adams"
- USS "Albany"
- USS "Alligator"
- USS "Belle Italia"
- USS "Boston"
- USS "Brockenborough"
- USS "Constellation"
- USS "Cyane"
- USS "Dale"
- USS "Decatur"
- USS "Eagle"
- USS "Epervier"
- USS "Erie"
- USS "Fair American"
- USS "Fairfield"
- USS "Falmouth"
- USS "G. L. Brockenborough"
- USS "Ganges"
- USS "George Washington"
- USS "Germantown"
- USS "Granite"
- USS "Growler"
- USS "Growler"
- USS "Hamilton"
- USS "Hornet"
- USS "Hornet" (1805) (slup)
- USS "Hornet"
- USS "Jamestown"
- USS "Julia"
- USS "Levant"
- USS "Lexington"
- USS "Marion"
- USS "Maryland"
- USS "Natchez"
- USS "Ohio"
- USS "Ontario"
- USS "Oriole"
- USS "Peacock"
- USS "Plymouth"
- USS "Portsmouth"
- USS "Preble"
- USS "Providence"
- USS "Quinnebaug"
- USS "Rosalie"
- USS "Saratoga"
- USS "Scourge"(1804)
- USS "Scourge" (1812)
- USS "St. Louis"
- USS "St. Mary's"
- USS "Trippe"
- USS "Trumbull"
- USS "Warren"
- USS "Wasp"
- USS "Yorktown"

## Parowe slupy wojenne

### typ Marion
- USS "Marion"

### typ Saranac
- USS "Saranac"

### typ Wyoming
- USS "Wyoming"
- USS "Tuscarora"

### typ Dacotah
- USS "Dacotah"

### typ Seminole
- USS "Seminole"
- USS "Narragansett"

### typ Pawnee
- USS "Pawnee"

### typ Saginaw
- USS "Saginaw"

### typ Pochontas
- USS "Pocahontas"

### typ Hartford
- USS "Brooklyn"
- USS "Hartford"
- USS "Richmond"
- USS "Lancaster"
- USS "Pensacola"

### typ Kearsarge
- USS "Kearsarge"
- USS "Mohican"
- USS Iroquois"
- USS "Oneida"
- USS "Tuscarora"
- USS "Wachusett"

### typ Contoocook
- USS "Contoocook" przemianowany na USS "Albany"
- USS "Manitou" przemianowany na USS "Worcester"
- USS "Mosholu" przemianowany na USS "Severn"
- USS "Pushmataha" przemianowany na USS "Cambridge" i USS "Congress"
- USS "Pompanoosuc"

### typ Java
- USS "Antietam"
- USS "Guerriere"
- USS "Illinois"
- USS "Java"
- USS "Kewaydin"
- USS "Minnetonka"
- USS "Ontario"

### typ Ossipee
- USS "Ossipee"
- USS "Adirondack"
- USS "Juniata"
- USS "Housatonic"

### typ Sacramento
- USS "Canandaigua"
- USS "Monongahela"
- USS "Sacramento"
- USS "Shenandoah"

### typ Ticonderoga
- USS "Ticonderoga"
- USS "Lackawanna"

### typ Alaska
- USS "Alaska"
- USS "Benicia" dawniej USS "Algoma"
- USS "Plymouth" dawniej USS "Kenosha"
- USS "Omaha" dawniej USS "Astoria"

### typ Swatara
- USS "Resaca"
- USS "Swatara"
- USS "Quinnebaug"
- USS "Nantasket"

### typ Galena
- USS "Marion"
- USS "Mohican"
- USS "Quinnebaug"
- USS "Swatara"

### typ Vandalia
- USS "Vandalia"
- USS "Mohican"

### typ Enterprise
- USS "Enterprise"
- USS "Adams"
- USS "Alliance"
- USS "Nipsic"
- USS "Essex"

### typ Alert
- USS "Alert"
- USS "Huron"
- USS "Ranger"